# ビタミンA欠乏症
ビタミンA欠乏症（英: Vitamin A deficiency、VAD）は、ビタミンAが不足している状態である。最初にみられる症状には、夜盲症があげられる。さらに重症化すると眼球乾燥症、角膜潰瘍、失明などをおこす。また、麻疹や毛孔性角化症などの重度の感染症をおこす危険性が増加する。
一般的な原因は、動物性食品、果物、野菜などの食生活のうえでビタミンAが不足していることでおこる。危険因子には、下痢、炎症性腸疾患、肥満手術の術後などの高頻度の感染症などがあげられる。ビタミンAには2つの食物形態があり、それらは、レチノールとカロテノイドである。診断は、血中レチノール濃度が0.7 μmol/L（20 μg/dL）未満に基づき、0.35 μmol/L（10 μg/dL）未満の場合は重度のビタミンA欠乏症とされる。
初期治療は、1日1回200,000国際単位（IU）のビタミンAの投与を2日間おこなう。毎2週間ごとに追加の投与する場合がある。2020年には、生後6か月から5歳までの危険にさらされている子供の約40％に2回のビタミンAが投与され、死亡リスクを12～24%下げた。
ビタミンA欠乏症は、開発途上国では一般的であり、特にアフリカと東南アジアにみられるが、先進国ではまれな疾患である。約1億9000万人の5歳未満の子供と1900万人の妊娠中の女性が影響を受けていると推定されている。結果的に、毎年約250,000～500,000人の開発途上国の子供が失明しており、ビタミンA欠乏症は予防可能な小児失明の最も多い原因となっている。失明した人の約半分は1年以内に死亡に至る。特に妊娠後期によくみられ、母子共に悪い結果をもたらす。